# Temognatha wimmerae
Temognatha wimmerae es una especie de escarabajo del género Temognatha, familia Buprestidae. Fue descrita científicamente por Blackburn en 1890.